# Manettia breteleri
Manettia breteleri é uma espécie de dicotiledónea pertencente à família Rubiaceae, descrita em 1971.